# Jigme Lingpa
| Tibetische Bezeichnung                           |
| ------------------------------------------------ |
| Tibetische Schrift: rig 'dzin 'jigs med gling pa |

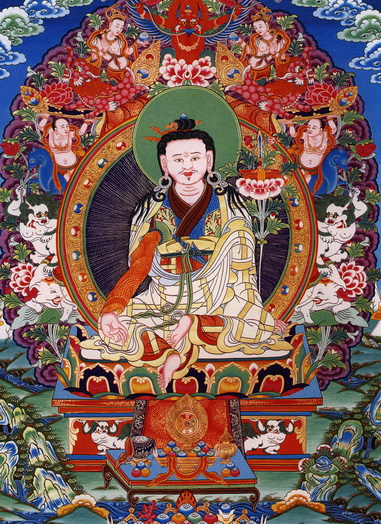
Jigme Lingpa

Rigdzin Jigme Lingpa (tib.:  rig 'dzin 'jigs med gling pa; geb. 1729 (oder 1730); gest. 1798) war ein bedeutender Dzogchen-Meister und Tertön der buddhistischen Nyingma-Tradition des Vajrayana. Er wurde in der Nähe des Nyingma-Klosters Beri Gonpa im Kreis Qonggyai, Shannan, Tibet geboren.
Jigme Lingpa wird als Inkarnation des Dharmakönigs (chin. fawang) Thrisong Detsen (khri srong de'u btsan) und des großen Pandita Vimalamitra (dri med bshes gnyen) und anderer Persönlichkeiten angesehen.
Von  Longchenpa (1308–1363) in Visionen inspiriert, fasste er die unterschiedlichen Zweige der Nyingma-Dzogchen-Übertragung zu einem einheitlichen Lehrsystem zusammen, das seitdem als Longchen Nyingthik (klong chen snying thig „Longchenpas Herzessenz-Lehren“; engl. Heart Essence of the Vast Expanse) das wichtigste der heutzutage praktizierten Nyingma-Dzogchen-Systeme ist.